# Número p-ádico
Em matemática, o sistema dos números p-ádicos foi pela primeira vez descrito por Kurt Hensel em 1897.
Dado um número primo p, um número p-ádico é representado como uma soma infinita:
{\displaystyle a=a_{-r}{\frac {1}{p^{r}}}+a_{-r+1}{\frac {1}{p^{r-1}}}+\ldots +a_{-1}{\frac {1}{p}}+a_{0}+a_{1}p+a_{2}p^{2}+\ldots \,}
O principal uso destes números é na teoria de números.

## Construção intuitiva
Assim como {\displaystyle \mathbb {R} \,} pode ser gerado a partir de {\displaystyle \mathbb {Q} \,} a partir da definição usual de valor absoluto, ou seja, {\displaystyle \mathbb {R} \,} é {\displaystyle \mathbb {Q} \,} acrescido do valor limite das sucessões de Cauchy, o conjunto dos números p-ádicos também é {\displaystyle \mathbb {Q} \,} ao qual são agregados os valores limites das sucessões de Cauchy, só que, em vez de usar o valor absoluto usual, usa-se um valor absoluto diferente.
Este valor absoluto diferente, o valor absoluto p-ádico, representado por |.|p, é tal que multiplicar um número por p, que no valor absoluto usual faz o resultado ser multiplicada por p, faz, neste caso, ser dividido por p. Por exemplo:
{\displaystyle \|p^{n}\|_{p}=\left({\frac {1}{p}}\right)^{n}\,}
Como consequência, a sucessão das potências de p, xn = pn, que, no valor absoluto usual é uma sucessão divergente (seu limite é infinito), no valor absoluto p-ádico é uma sucessão convergente, e seu limite é zero.
Define-se {\displaystyle \mathbb {Q} _{p}\,} como sendo a completação de {\displaystyle \mathbb {Q} \,} usando-se o valor absoluto p-ádico. É simples verificar que {\displaystyle \mathbb {Q} _{p}\,} também é um corpo.
Um resultado do valor absoluto p-ádico é que o critério para convergência de uma série é mais simples que o critério para o valor absoluto usual: para uma série infinita {\displaystyle \sum _{n=1}^{\infty }a_{n}\,} ser convergente, é necessário e suficiente que an seja uma sequência que converge para zero.
Ou seja, para índices an números naturais entre 0 e p-1, uma expressão do tipo:
{\displaystyle a_{-k}p^{-k}+\ldots +a_{-1}p^{-1}+a_{0}+a_{1}p+a_{2}p^{2}+\ldots \,}
converge para algum número p-ádico. O resultado mais importante, porém, é que é possível demonstrar que todo número p-ádico pode ser escrito de forma única como uma série desta forma, ou seja, uma série de potências em p que está limitada para as potências negativas de p, mas não precisa estar limitada para as potências positivas.

## Valor absoluto p-ádico
Para um número p-ádico a ≠ 0 expresso como:
{\displaystyle a=a_{-r}{\frac {1}{p^{r}}}+a_{-r+1}{\frac {1}{p^{r-1}}}+\ldots +a_{-1}{\frac {1}{p}}+a_{0}+a_{1}p+a_{2}p^{2}+\ldots \,}
com a-r ≠ 0, o valor absoluto p-ádico vale:
{\displaystyle \|a\|_{p}=p^{r}\,}
Por exemplo, |p|p = 1/p e |p2|p = 1/p2.
Toda sequência de Cauchy em {\displaystyle \mathbb {Q} _{p}\,} converge.